# Antonio Vespucio Liberti
Antonio Vespucio Liberti (1902 - Buenos Aires, Argentina, 28 de noviembre de 1976) fue un dirigente deportivo italiano nacionalizado argentino, que presidió el Club Atlético River Plate en cuatro oportunidades. Es el mandatario que más veces estuvo a cargo del club, estando 20 años no consecutivos en el cargo.
Durante ese periodo, el club ganó 3 ligas argentinas, una Copa Ibarguren y 2 Copas Aldao. Liberti llevó a cabo audaces gestiones que contribuyeron a la grandeza institucional y deportiva del club. Bajo su mandato se construyó el Monumental, denominación popular del actual estadio de la institución, que llevó su nombre como homenaje desde 1986 hasta 2022.
Mantuvo una estrecha relación amistosa con Alberto J. Armando, presidente del Club Atlético Boca Juniors, con quien coincidía en lo que décadas más tarde se llamaría "fútbol empresa" o "gerenciamiento" que promovía el "Fútbol espectáculo".

## Biografía
Antonio Liberti empezó como ayudante en River, llevando el material para entrenamientos y partidos que el equipo disputaba. Era conocido como El Gordo Liberti. Luego de alejarse de la conducción de River Plate, fue designado cónsul general en Génova, Italia, durante la segunda presidencia de Juan Domingo Perón.
En 1957 fue presidente honorario e incluso uno de los entrenadores oficiales del Torino F.C. desde el 14 de enero al 18 de febrero.

### Presidencia
Fue Antonio V. Liberti quien impulsó en la década de los 30's las millonarias compras de Carlos Peucelle y de Bernabé Ferreyra que dieron el apodo del Millonario al equipo, siendo las primeras de gran monto que se llevaban a cabo en el fútbol profesional. Mudó al club de Tagle y avenida Alvear a los terrenos ubicados en la frontera de los barrios de Belgrano y de Núñez donde hizo levantar el estadio Monumental. Apoyó a las divisiones inferiores que nutrió incesantemente a los cuadros del primer equipo, como la famosa Máquina, pero a la vez mantuvo la política de grandes inversiones. En 1964, por ejemplo, sacudió el mercado futbolístico cuando el club paga la insólita suma récord de 33 millones de pesos por el defensor uruguayo Roberto Matosas. En aras de este proyecto de contratar estrellas internacionales, River Plate, el club que más jugadores aportó en la historia a la Selección argentina, llegó a integrar un equipo con más de la mitad de los once titulares comprados en el exterior trayendo delanteros extranjeros como: Domingo Pérez de Uruguay, Pepillo de España y los brasileños Moacir y Delém. Decidió alejarse del club en 1967 debido a la sequía de títulos.

### Resultados electorales

#### 1960
| Candidato | Candidato                | Agrupación                         |
| --------- | ------------------------ | ---------------------------------- |
|           | Antonio Vespucio Liberti | Unidad Riverplatense               |
|           | Enrique Pardo            | Unión Riverplatense                |
|           | Angel Di Carlo           | Agrupación Tradicional River Plate |

#### 1964
| Candidato                   | Candidato                   | Agrupación                  | Votos  | %      |
| --------------------------- | --------------------------- | --------------------------- | ------ | ------ |
|                             | Antonio Vespucio Liberti    | Unidad Riverplatense        | 5 992  | 59,38% |
|                             | Enrique Pardo               | Unión Riverplatense         | 4 098  | 40,62% |
| Total de sufragios emitidos | Total de sufragios emitidos | Total de sufragios emitidos | 10 090 | 100%   |

#### 1971
| Candidato                   | Candidato                   | Agrupación                       | Votos | %      |
| --------------------------- | --------------------------- | -------------------------------- | ----- | ------ |
|                             | Julián Kent                 | Cruzada Renovadora Riverplatense | 5 000 | 71,44% |
|                             | Antonio Vespucio Liberti    | Unidad Riverplatense             | 1 000 | 14,28% |
|                             | Jorge Delfino               | Agrupación 25 de Mayo            | 1 000 | 14,28% |
| Total de sufragios emitidos | Total de sufragios emitidos | Total de sufragios emitidos      | 7 000 | 100%   |

## Palmarés

### Como presidente
| Título           | Club        | País      | Año  |
| ---------------- | ----------- | --------- | ---- |
| Primera División | River Plate | Argentina | 1945 |
| Copa Aldao       | River Plate | Argentina | 1945 |
| Primera División | River Plate | Argentina | 1947 |
| Copa Aldao       | River Plate | Argentina | 1947 |
| Primera División | River Plate | Argentina | 1952 |
| Copa Ibarguren   | River Plate | Argentina | 1952 |